# Mutacja przesuwająca ramkę odczytu
Mutacja przesuwająca ramkę odczytu (ang. frameshift mutation) – mutacja genowa wywołana przez insercję bądź delecję jednego lub większej, niepodzielnej przez 3, liczby nukleotydów w kwasie nukleinowym. Ponieważ aminokwasy kodowane są przez tryplety nukleotydów (tworzące kodon) insercja lub delecja prowadzi do przesunięcia się ramki odczytu. W rezultacie w trakcie translacji powstaje zupełnie różna od oryginalnej sekwencja aminokwasów, tworząca odmienne białko. Mutacja ta powoduje najczęściej zastąpienie pierwszego kodonu stop innym oraz pojawienie się kodonów stop w niewłaściwych miejscach sekwencji, w wyniku czego syntetyzowane łańcuch polipeptydów mogą być nadzwyczaj krótkie lub nienaturalnie długie. Powstające w ten sposób białka są najczęściej pozbawione swoich funkcji, w związku z czym mutacja ta może mieć ogromny wpływ na fenotyp organizmu.
Mutacje przesuwające ramkę odczytu biorą udział w powstawaniu wielu chorób na tle genetycznym, jak choroba Taya-Sachsa czy mukowiscydoza. Zwiększają także podatność na niektóre nowotwory oraz hipercholesterolemię rodzinną. W 1997 odkryto ich powiązanie z odpornością na zakażenie retrowirusem HIV.

## Choroby

### Nowotwory
Mutacje przesuwające ramkę odczytu znane są jako czynnik wywołujący raka okrężnicy oraz inne nowotwory, w przypadku których występuje niestabilność mikrosatelitarna. Mutacje te występują częściej w rejonach powtarzających się sekwencji. Jeśli system naprawy źle sparowanych nukleotydów DNA nie naprawi insercji lub delecji zasad, mutacje te z dużym prawdopodobieństwem będą patogeniczne. Doświadczenia prowadzone na drożdżach i bakteriach pomogły zauważyć cechy charakterystyczne mikrosatelit mogące się przyczyniać do defektów w działaniu tego systemu naprawczego. Obejmują one długość mikrosatelit, skład materiału genetycznego oraz wierność powtórzeń. Z doświadczeń wynika, że dłuższe mikrosatelity mają większy wskaźnik mutacji przesuwających ramkę odczytu. Również rejon końcowy DNA jest podatny na tego typu mutacje W przypadku nowotworu prostaty mutacje te, przesuwając otwartą ramkę odczytu, zapobiegają apoptozie, prowadząc do niekontrolowanego wzrostu guza. Obok czynników środowiskowych przyczyniających się do powstania raka prostaty istnieją więc także czynniki genetyczne. Podczas sprawdzania rejonów kodujących DNA komórek rakowych w poszukiwaniu mutacji, wykryto ich 116, z czego 61 stanowiły mutacje przesuwające ramkę. Wykryto również około 500 mutacji na chromosomie 17 odgrywających rolę w rozwoju raka piersi i jajników, na genie BRCA1, z których wiele było mutacjami przesuwającymi ramkę odczytu.

### Choroba Leśniowskiego-Crohna
Choroba Leśniowskiego-Crohna ma związek z mutacją przesuwającą ramkę odczytu w rejonie kodującym gen NOD2. Mutacja ta polega na insercji cytozyny na pozycji 3020. Prowadzi ona do przedwczesnego zakończenia translacji, w wyniku czego powstające białko jest krótsze, niż powinno. Wzrost zachorowalności na tę chorobę u homozygot z tą mutacją może być nawet 40-krotny.

### Mukowiscydoza
Mukowiscydoza jest chorobą wywoływaną mutacjami na genie błonowego kanału chlorkowego (CFTR). Wykryto na nim ponad 1500 mutacji, ale nie wszystkie powodują chorobę. Większość przypadków choroby wywołanych jest mutacją ∆F508, która usuwa cały aminokwas. Dwie inne mutacje przesuwające ramkę odczytu, CF1213-delT oraz CF1154-insTC odgrywają rolę w diagnostyce choroby. Obie występują zwykle w tandemie i prowadzą do niewielkiego spadku wydolnoci płuc. Wykryte zostały metodą Sangera i występują u ok. 1% przebadanych pacjentów.

### Choroba Taya-Sachsa
Choroba Taya-Sachsa jest nieuleczalnym schorzeniem atakującym centralny układ nerwowy, szczególnie często występującą u niemowląt i małych dzieci. Chorobę wywołują mutacje na genie odpowiedzialnym za syntezę beta-heksozaminidazy A (Hex A). Opisano ich 78, z których 67 jest znanych jako powodujące chorobę. Wśród nich jest 11 delecji (1 duża i 10 małych) oraz 2 insercje. Insercja 4 zasad w eksonie 11 jest obserwowana u 80% chorujących Żydów aszkenazyjskich. Mutacje przesuwające ramkę odczytu prowadzą tu do przedwczesnego zakończenia translacji. Opóźnione nadejście choroby związane jest z 4 różnymi mutacjami, w tym jedną delecją 3 par zasad.

### Kardiomiopatia przerostowa
Kardiomiopatia przerostowa jest najczęstszą przyczyną nagłej śmierci sercowej wśród młodych ludzi. Jej przyczyną bywają mutacje w genie kodującym białko sarkomeru mięśnia sercowego. Mutacje genu troponiny C (TNNC1) są rzadką, genetyczną przyczyną tej choroby. Niedawne badania wykazały, że mutacja przesuwająca ramkę odczytu (c.363dupG lub p.Gln122AlafsX30) była przyczyną kardiomiopatii u dziewiętnastolatka.

### Zespół Chediaka-Higashiego
Zespół Chediaka-Higashiego jest wykrytą u wielu ssaków chrobą genetyczną związaną z mutacją genu CHS, kodującego białko LYST. Zidentyfikowano delecję cytozyny na 40 eksonie tego genu, która powoduje przesunięcie ramki odczytu i przedwczesne zakończenie translacji, w wyniku czego powstaje skrócone białko LYST (p.Leu3156Phefs*37).

### Choroby siatkówki
Postępująca atrofia siatkówki (PRA) jest chorobą psów charakteryzującą się stopniową utratą wzorku w wyniku degradacji fotoreceptorów siatkówki. Jest odpowiednikiem retinopatii barwnikowej u ludzi. W przypadku wariantu prcd-PRA u rasy Golden retriever wykryto mutację przesuwającą ramkę odczytu na locus CFA37. Rejon ten zawiera gen SLC4A3 ważny dla funkcjonowania siatkówki.

## Inne efekty
Mutacje przesuwające ramkę odczytu mogą mieć również efekty obojętne dla zdrowia organizmu, choć zmieniające jego fenotyp. Mutacja tego typu, związana z delecją guaniny w kodonie 104, w locus E u bydła, spowodowała powstanie allelu recesywnego e. U homozygot ee koduje on czerwoną barwę sierści.